# Норель, Моня Шмулевич
Моня Шмулевич Норель (рум. Monea Norel; род. 23 сентября 1948) — молдавский шашист и тренер по шашкам. Мастер спорта СССР, международный гроссмейстер (2001). Многократный чемпион Молдавии по русским шашкам.
Отец — Шмуль Менделевич Норель. Воспитанник основателя бендерской шашечной школы Николая Леонтьевича Грингруза (1932—1994).
Тренер-преподаватель шашечной школы в Бендерах (специализированной детско-юношеской школы олимпийского резерва № 4). На чемпионате мира по русским шашкам в Самаре разделил 3—7 место. Занял 5-е место на чемпионате СССР 1985 года и 6-е место в 1986 году. Главный тренер сборной Молдавии по шашкам.
Среди воспитанников — чемпионки мира Елена Борисова и Елена Миськова-Сковитина, бронзовый призёр І Всемирных интеллектуальных спортивных игр по шашкам-64 в Пекине Юлия Романская, бронзовый призёр чемпионата мира среди юниоров Николай Щербаченко (1994), вице-чемпион мира по русским шашкам среди юношей Павел Челак, чемпионка Европы по русским шашкам Светлана Уланова.
Заслуженный тренер ПМР и Республики Молдова.